# Bangalaia
Bangalaia – rodzaj chrząszczy z rodziny kózkowatych i podrodziny zgrzypikowych. 

## Zasięg występowania
Przedstawiciele tego rodzaju występują w Afryce Subsaharyjskiej.

## Systematyka
Do Bangalaia należą 22 gatunki:

- Bangalaia albata
- Bangalaia alboguttata
- Bangalaia angolensis
- Bangalaia babaulti
- Bangalaia bipunctipennis
- Bangalaia chaerila
- Bangalaia duffyi
- Bangalaia fisheri
- Bangalaia fulvosignata
- Bangalaia lislei
- Bangalaia margaretae
- Bangalaia maublanci
- Bangalaia molitor
- Bangalaia nebulosa
- Bangalaia ocellata
- Bangalaia ochreomarmorata
- Bangalaia stiriaca
- Bangalaia sulcicollis
- Bangalaia thomensis
- Bangalaia turei
- Bangalaia vittata
- Bangalaia wissmanni